# Wederkerig voornaamwoord
Het wederkerig voornaamwoord (het reciproque pronomen, ook wel het wederzijds voornaamwoord genoemd) lijkt als woordsoort enigszins op het wederkerend voornaamwoord. Het verschil is dat het slaat op meerdere personen, die vaak als onderwerp van de zin voorkomen. 
- Voorbeeld: Jan en Piet zien elkaar geregeld.
Dat wil zeggen: Jan ziet Piet en Piet ziet Jan.

## Vormen
De Nederlandse standaardtaal kent vier wederkerige voornaamwoorden, die in betekenis vrijwel gelijk zijn maar niet in register:
- Elkaar
- Elkander (verouderd, hoogdravend)
- Mekaar (informeel)
- Mekander (informeel, verouderd)

Het wederkerig voornaamwoord wordt ook niet-zelfstandig in de genitief gebruikt. Het wordt dan gevolgd door een s (elkaars, elkanders, mekaars).
- Voorbeeld: Ze kijken dan naar elkaars foto's.

achterzetsel · bijwoord · ideofoon · lidwoord · naamwoord (bijvoeglijk · eigennaam · zelfstandig) · telwoord (hoofdtelwoord · rangtelwoord · telbijwoord) · tussenwerpsel · voegwoord · voornaamwoord (aanwijzend · betrekkelijk · bezittelijk · onbepaald · persoonlijk · temporeel · uitroepend · vragend · wederkerend · wederkerig) · voorzetsel · werkwoord